# Pordeanu

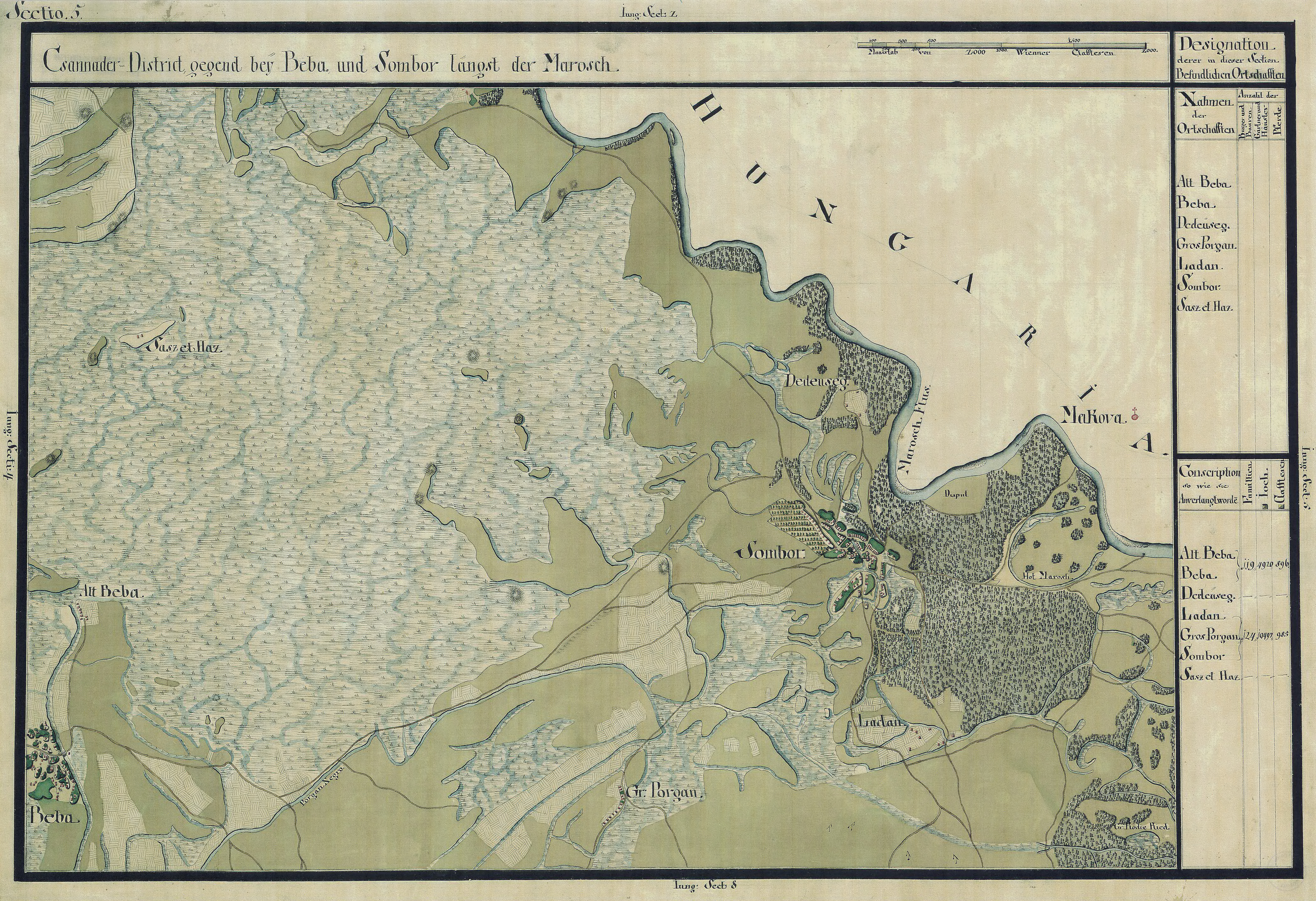
Porgau auf der Josephinischen Landaufnahme

Pordeanu (deutsch Porgau, ungarisch Porgány) ist ein Dorf im Kreis Timiș, Banat, Rumänien. Das Dorf Pordeanu gehört zur Gemeinde Beba Veche. 

## Geografische Lage
Pordeanu liegt im Nordwesten des Kreises Timiș, direkt an der Grenze zu Ungarn, in 28 km Entfernung von Sânnicolau Mare und 92 km von Timișoara.

## Nachbarorte
| Ferencszállás | Kiszombor                                   | Apátfalva       |
| Kübekháza     | Kompassrose, die auf Nachbargemeinden zeigt | Cenad           |
| Beba Veche    | Cherestur                                   | Sânnicolau Mare |

## Geschichte
Der Ort wurde 1244 erstmals urkundlich als Kloster Pordanmunstra erwähnt. Im Mittelalter erschien Pradan in den Zeitdokumenten. 
Auf der Josephinischen Landaufnahme von 1717 ist Porgau eingetragen. Nach dem Frieden von Passarowitz (1718) war die Ortschaft Teil der Habsburger Krondomäne Temescher Banat.
Im 18. Jahrhundert war Graf Nako der Grundbesitzer. Er besiedelt den Ort mit Ungarn. Diese bilden bis heute die absolute Mehrheit der Dorfbewohner.
Infolge des Österreichisch-Ungarischen Ausgleichs (1867) wurde das Banat dem Königreich Ungarn innerhalb der Doppelmonarchie Österreich-Ungarn angegliedert. Die amtliche Ortsbezeichnung war Porgány.
Der Vertrag von Trianon am 4. Juni 1920 hatte die Dreiteilung des Banats zur Folge, wodurch Pordeanu an das Königreich Rumänien fiel.
In den 1970er Jahren wurde Erdöl auf dem Areal der Ortschaft gefunden. Die Erdölförderanlagen sind zum Teil heute noch in Betrieb.

## Bevölkerungsentwicklung
| 1880 | 895 | 36 | 809 | 49 | 1  |
| 1910 | 846 | 39 | 739 | 47 | 21 |
| 1930 | 570 | 39 | 507 | 6  | 18 |
| 1977 | 203 | 62 | 138 | 1  | 2  |
| 2002 | 78  | 26 | 52  | -  | -  |